# لاك سوبريور (كيبك)
لاك سوبريور (بالإنجليزية: Lac-Supérieur, Quebec)‏ هي بلدية محلية في كيبيك تقع في كندا في Les Laurentides Regional County Municipality. يقدر عدد سكانها بـ 1,892 نسمة ومساحتها 385.50 كم2 .